# Anto Drobnjak
Anto Drobnjak (parfois prénommé Anton) (en serbe en écriture cyrillique : Анто Дробњак), né le 21 septembre 1968 à Bijelo Polje (Yougoslavie, aujourd'hui au Monténégro), est un footballeur monténégrin, international yougoslave. Il évoluait au poste d'attaquant.

## Biographie

### En club
Il joue dans un premier temps au Jedinstvo Bijelo Polje, puis au Budućnost Titograd et à l'Étoile rouge de Belgrade.
Lors de l'été 1994, il rejoint la France et le SC Bastia. Grâce à ses nombreux buts, il signe  au RC Lens en 1997 : il devient champion de France au bout d'une saison et meilleur buteur du club. Après un passage au Japon, avec le Gamba Osaka, il s'engage au FC Sochaux. Il termine sa carrière au FC Martigues. 
En France, le bilan de sa carrière s'élève à 132 matchs en Ligue 1 (64 buts), et 58 en Ligue 2 (13 buts). Il réalise sa meilleure performance sur le sol français lors de la saison 1995-1996, lors de laquelle il inscrit 20 buts en première division avec Bastia.
Le 22 août 1997, il inscrit avec le Racing Club de Lens un triplé en Ligue 1, sur la pelouse de l'Olympique de Marseille.
En 2022, le magazine So Foot le classe dans le top 1000 des meilleurs joueurs du championnat de France, à la 378e place.

### En équipe nationale
Anto Drobnjak compte sept sélections en équipe de Yougoslavie, pour un total de quatre buts. Toutefois, certaines sources font mention de seulement six sélections et deux buts.
Il joue son premier match en équipe nationale le 6 octobre 1996, contre les îles Féroé. Ce match gagné 8-1 entre dans le cadre des éliminatoires du mondial 1998.
Il inscrit son premier but avec la Yougoslavie le 7 février 1997, contre la Russie (match nul 1-1). Trois jours plus tard, le 10 février, il inscrit un doublé face à Hong Kong (victoire 1-3). Il inscrit son dernier but le 24 février 1998, contre l'Argentine (défaite 3-1).
Il reçoit sa dernière sélection le 22 avril 1998, contre la Corée du Sud (victoire 3-1 à Belgrade).

### Reconversion
Il a été directeur sportif du FK Budućnost Podgorica de 2006 à 2008, puis entraîneur adjoint de la sélection monténégrine.

## Palmarès

### En club
- Champion de France en 1998 avec le RC Lens
- Vainqueur de la Coupe de Yougoslavie en 1993 avec l'Étoile Rouge de Belgrade
- Champion de France de Division 2 en 2001 avec le FC Sochaux
- Finaliste de la Coupe de France en 1998 avec le RC Lens
- Finaliste de la Coupe de la Ligue en 1995 avec le SC Bastia

### EnÉquipe de la RF Yougoslavie
- 7 sélections et 4 buts entre 1996 et 1998

### Distinction individuelle
- Co-meilleur buteur du Championnat de Yougoslavie en 1993 (22 buts)

### Source
- Marc Barreaud, Dictionnaire des footballeurs étrangers du championnat professionnel français (1932-1997), L'Harmattan, 1997.